# National Rifle Association of America
National Rifle Association of America, fork. NRA, er en amerikansk interesseorganisation, der arbejder for privatpersoners ret til at bære våben såvel til jagtformål som for at kunne yde selvforsvar. NRA har over 5 millioner medlemmer og er blandt USA's absolut mest magtfulde interesseorganisationer takket være dens massive lobbyisme.
Organisationen blev grundlagt i New York City i 1871 under navnet American Rifle Association. [kilde mangler]
NRA's primære opgave er at forsvare den i USA's forfatning sikrede ret til at bære og eje våben. Det er i second amendment = andet tillæg. Som følge heraf modsætter organisationen sig yderligere love om våbenkontrol men er åben over for at stramme den nuværende lovgivning, således at dømte kriminelle forbydes at besidde skydevåben. NRA går også ind for hårdere straf for skydevåbenrelaterede forbrydelser. NRA er ikke partipolitisk, og blandt medlemmerne findes både republikanere og demokrater, om end flere republikanere end demokrater synes at dele organisationens synspunkter. 
Ved siden af det politiske arbejde arrangerer man også sikkerhedskurser og sportsskydning.
Fra 1998 til 2003 var den kendte skuespiller Charlton Heston formand og talsmand for NRA. Nuværende præsident er Allan D. Cors.
NRAs faktiske leder igennem tre årtier, Wayne LaPierre meddelte 5. januar 2024, at han træder tilbage pr. 31. januar 2024. Han er anklaget i en korruptionssag.